# Отто Глорія
Отавіано (Отто) Мартінс Глорія (порт. Otaviano (Otto) Martins Glória, 9 січня 1917, Ріо-де-Жанейро — 4 вересня 1986, Ріо-де-Жанейро) — бразильський футболіст. По завершенні ігрової кар'єри — тренер.
Один з найуспішніших тренерів в історії футболу за кількістю трофеїв на рівні клубів і національних збірних. Найбільших успіхів Глорія домігся з португальським клубом «Бенфіка», на рівні збірних у 1966 році привів збірну Португалії до третього місця на чемпіонаті світу 1966 року, а збірну Нігерії — до перемоги в Кубку африканських націй у 1980 році.

## Ігрова кар'єра
Отто Глорія народився 9 січня 1917 року в Ріо-де-Жанейро в сім'ї португальських емігрантів «другої хвилі»: його бабуся по батьківській лінії була з Азорських островів, а по материнській — з міста Віла-Нова-де-Гайя. Він почав кар'єру в своєму рідному місті, виступаючи за місцеві команди, включаючи «Ботафогу», «Васко да Гама» та «Оларію». У віці 25-ти років він завершив кар'єру футболіста.

## Кар'єра тренера
Розпочав тренерську кар'єру, взявшись тренувати молодіжний склад клубу «Васко да Гами», згодом став асистентом головного тренера клубу Флавіо Кости, а потім очолив клуб самостійно і його клуб виграв перший футбольний трофей в житті Глорії — чемпіонат штату Ріо-де-Жанейро, потім Глорія недовго керував клубом «Васко да Гама».
У 1954 році Глорію запрошує до своїх лав клуб з батьківщини його предків — лісабонська «Бенфіка». Глорія відповів згодою і прибув в Лісабон 24 червня, після чого відразу взявся за роботу і керував «Бенфікою» 5 сезонів. За цей час зміг виграти з цим клубом два чемпіонати Португалії і три Кубка Португалії, а покинув команду Глорія через конфлікт з керівництвом клубу, яке не бажало купувати потрібних йому гравців. Але, незважаючи на відхід, саме Глорія став тією людиною, що заклав фундамент команди, яка через рік під керівництвом іншого тренера, угорця Бели Гуттманна виграє Кубок європейських чемпіонів. Після «Бенфіки» Глорія залишився в Португалії і керував клубами «Белененсеш» і «Спортінг».
Після Португалії Глорія в лютому 1962 року поїхав до Франції, де встав біля керма «Марселя», який грав у другому французькому дивізіоні. Глорії поставили за мету вийти у вищу французьку лігу, і бразилець впорався із завданням: під його чотиримісячним керівництвом «Олімпік» не програв жодної гри і вийшов у вищу лігу. Після Франції Глорія ненадовго повернувся у Бразилію, щоб знову очолити «Васко да Гаму», а потім знову поїхав в Європу, очоливши «Порту», з яким Глорія став двічі другим, програвши Кубок Португалії і зайнявши друге місце в чемпіонаті країни. Потім бразилець керував «Спортінгом», який привів до завоювання чемпіонського звання.

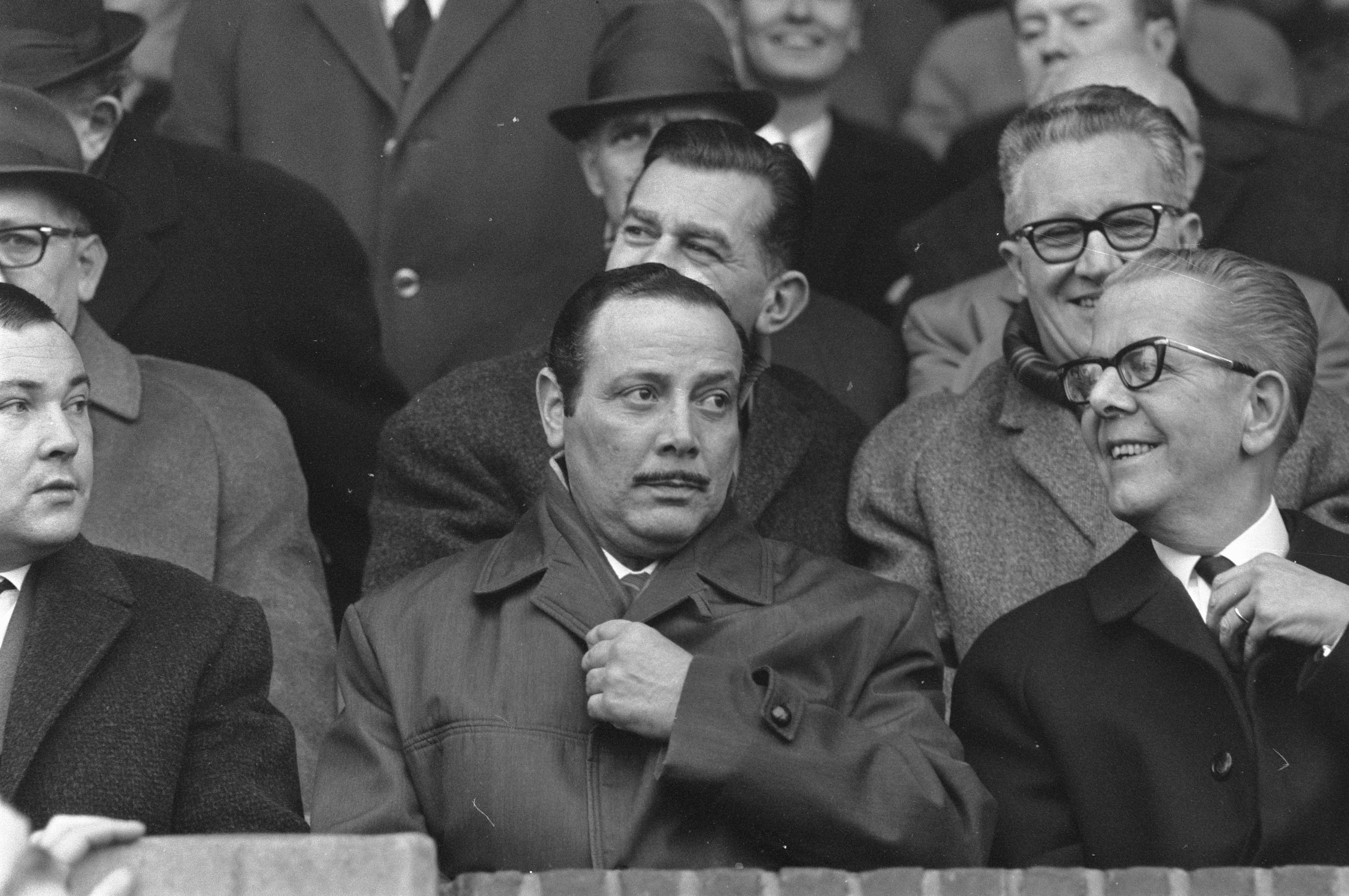
Отто Глорія на трибуні стадіону. 1969 рік.

Робота Глорії призвела до того, що Португальська футбольна федерація запропонувала Глорії, крім основної роботи, допомагати Лушу Афонсу готувати збірну Португалії до чемпіонату світу 1966 року в Англії, але потім сам Глорія став головним тренером команди і привів збірну до завоювання бронзових медалей турніру. Після цього успіху Глорію запросив «Атлетіко Мадрид», але в Іспанії бразилець успіхів з командою домогтися не зміг і повернувся до Португалії, в «Бенфіку», дійшовши з командою до фіналу Кубка європейських чемпіонів, в якому, щоправда, його команда програла «Манчестер Юнайтед» 1:4.
З 1971 року працював на батьківщині з клубами «Греміо», «Португеза Деспортос» та «Сантус», а згодом протягом 1978—1979 років очолював тренерський штаб мексиканського клубу «Монтеррей».
1979 року прийняв пропозицію попрацювати у клубі «Васко да Гама». З командою став віце-чемпіоном Бразилії, програвши у фіналі 1:2 «Інтернасьйоналу», який залишався непереможним протягом усього турніру.
У цей же час Отто став працювати і зі збірною Нігерії, привівши її до перемоги на домашньому Кубку африканських націй 1980 року, а також керував нігерійцями на олімпійському футбольному турнірі 1980 року в Москві. Він залишив посаду після поганих виступів на Кубку африканських націй 1982 року в Лівії, де його збірна не вийшла з групи.
Того ж року знову очолив збірну Португалію із завданням пройти кваліфікацію на Євро-1984, але пішов у відставку після поразки 0:4 у товариському матчі з Бразилією наступного року.
Останнім місцем тренерської роботи був клуб «Васко да Гама», головним тренером команди якого Отто Глорія був протягом 1983 року.
Помер 2 вересня 1986 року на 70-му році життя у місті Ріо-де-Жанейро.

## Титули і досягнення

### Як тренера
- Чемпіон штату Ріо-де-Жанейро (1):

«Ботафогу»: 1948
- Чемпіон Португалії (5):

«Бенфіка»: 1954–55, 1956–57, 1967–68, 1968–69
«Спортінг»: 1965–66
- Володар Кубка Португалії (6):

«Бенфіка»: 1954–55, 1956–57, 1958–59, 1968–69, 1969–70
«Белененсеш»: 1959–60
- Чемпіон штату Сан-Паулу (1):

«Португеза Деспортос»: 1973
- Володар Кубка африканських націй: 1980
- Бронзовий призер чемпіонату світу: 1966

## Особисте життя
Автор відомої фрази: У Португалії, коли команда програє — тренера називають «чудовисько», а коли виграє — «Великий». Фраза грає на співзвуччі слів, чудовисько португальською — «Besta», а великий — «Bestial».